# بیررانگ
بیررانگ (انگلیسی: Birrong) در حومه شهر دولت محلی در استرالیا واقع شده‌است. منطقه کانتربری جنوب استرالیا]، و بخشی از منطقه جنوب غربی سیدنی است. بیررانگ دارای کد پستی ۲۱۴۳ و دارای هیئت‌امنا، پارک و پاتس هیل است.

## حمل و نقل
بیررانگ توسط یک ایستگاه راه‌آهن توسط خط بانک‌س‌تاون از شبکه قطار سیدنی پشتیبانی می‌شود. بیررانگ همچنین توسط یک شبکه اتوبوس تحت نظارت حمل و نقل جدید اداره می‌شود.